# Václav Jan Kopřiva
Václav Jan Kopřiva (Wenzel Johann Kopřiva; * 18. Februar 1708 in Brloh; † 7. Juni 1789 in Cítoliby) war ein tschechischer Organist, Kantor, Komponist und Musikpädagoge.

## Biografie
Václav Kopřiva erhielt seine erste musikalische Ausbildung von seinem Onkel Martin Antonín Kalina, der Kantor und Organist in Cítoliby war. Von 1727 bis 1730 war er Musiker im Dienste des Grafen Jan Jáchym Pachta in Prag. In dieser Zeit setzte er seine musikalische Ausbildung bei Franz Joseph Dollhoph fort, der Organist und Kantor der Kreuzherrenkirche in Prag war. Er hörte dort Musik Antonio Vivaldis, die sein eigenes Schaffen prägte, und lernte die jungen Komponisten František Benda und Jiří Čart kennen. Seine eigenen Kompositionen signierte er in dieser Zeit meist mit Urtica, der latinisierten Form seines Familiennamens.
1730 kehrte Kopřiva nach Cítoliby zurück und nahm die nach dem Tod seines Lehrers Kalina vakant gewordene Stelle als Kantor und Organist an der Kirche St. Jakub an. Als Komponist und Lehrer etablierte er hier eine Kompositionsschule, zu der neben seinen Söhnen Jáchym und Karel Blažej Kopřiva unter anderem Jan Adam Gallina, Jan Janoušek, Jakub Lokaj und Jan Vent zählten. Als Komponist trat er vor allem mit kirchenmusikalischen Werken wie dem Offertorium Vox clamantis in deserto und der Missa pastoralis in D hervor. Eine Kassette mit vier CDs Musica antiqua citolibensis erschien 2007 bei Supraphon.

## Werke
- Missa pastoralis in D
- Missa brevis in C
- Cantata Rorate coeli
- Offertorium in D de sancto Joanne Baptista „Vox clamantis in deserto“
- Offertorium ex D „Te trinitas beata“
- Offertorium in D „Hodie Christus natus est“
- Alma Redemptoris Mater ex D für Sopran, Alt, Tenor, Bass, zwei Geigen, zwei Trompeten und Orgel
- Litanie lauretanae für Sopran, Alt, Tenor, Bass, gemischten Chor und Orchester
- Te Deum laudamus für Sopran, Alt, Tenor, Bass, zwei Geigen, zwei Trompeten und Orgel
- Sacrum pastorale integrum